# Óscar Brito Zapata
Óscar Iván Brito Zapata (Mérida, Yucatán, 7 de diciembre de 1989) es un activista, abogado y político mexicano. Actualmente, es diputado federal por el partido Movimiento Regeneración Nacional (MORENA), representando al Distrito 3 federal de Yucatán en la LXVI Legislatura de la Cámara de Diputados, cuyo periodo abarca del 1 de septiembre de 2024 al 31 de agosto de 2027.

## Trayectoria política
Inició en el activismo político durante su etapa de estudiante. En el 2012 se convirtió en vocero del movimiento #YoSoy132 en Yucatán, agrupación ciudadana que apelaba a la democratización de los medios, el respeto a las libertades y el derecho a la libre manifestación.
Antes de asumir su cargo como diputado, desempeñó diversos roles en la administración pública y en su partido. Fue gerente estatal en Yucatán de la Financiera para el Bienestar (anteriormente conocida como Telecomm) desde noviembre de 2021 hasta octubre de 2023. Además, fungió como titular de la oficina de representación de la Comisión Nacional de Acuacultura y Pesca (CONAPESCA) en Yucatán de marzo de 2019 a octubre de 2020.
En el ámbito político, ha sido secretario de comunicación del Comité Ejecutivo Estatal de Morena en Yucatán entre 2012 y 2015, y representante de Morena ante el Consejo General del Instituto Electoral y de Participación Ciudadana de Yucatán (IEPAC) en 2014. También participó como representante de su partido ante el Consejo Distrital 05 del Instituto Nacional Electoral (INE) en Yucatán en 2018.
Fue candidato a diputado federal en 2021, no logró la victoria que correspondió a su competidor, Rommel Pacheco.

### Diputado federal
En la Cámara de Diputados, Brito es integrante de las comisiones de Presupuesto y cuenta pública y Justicia, además de ser secretario en la comisión de Puntos constitucionales.